# Oleiros (Vila Verde)
Oleiros is een plaats (freguesia) in de Portugese gemeente Vila Verde en telt 1 106 inwoners (2001).